# Briģi
Briģi – przystanek kolejowy w pobliżu miejscowości Brigi, w gminie Lucyn, na Łotwie. Położony jest na linii Rzeżyca - Zilupe.